# America First Field
L'America First Field, noto dal 2008 al 2022 come Rio Tinto Stadium, è uno stadio di calcio situato a Sandy nello Utah. Ospita le partite del Real Salt Lake di MLS e quelle della squadra femminile dello Utah Royals, National Women's Soccer League (NWSL).

## Storia
Lo stadio fu inaugurato il 9 ottobre 2008 con una partita tra il Real Salt Lake e i New York Red Bulls.
Il Rio Tinto Stadium ha ospitato l'MLS All-Star Game del 2009 e i concerti di Eagles, Paul McCartney e Kiss.
I diritti di denominazione appartengono alla multinazionale Rio Tinto Group, che li acquistò nel 2008 per un periodo di 15 anni.